# NGC 4938
NGC 4938 est une galaxie spirale barrée relativement éloignée et située dans la constellation des Chiens de chasse. Sa vitesse par rapport au fond diffus cosmologique est de 8 427 ± 12 km/s, ce qui correspond à une distance de Hubble de 124,3 ± 8,7 Mpc (∼405 millions d'al). NGC 4938 a été découverte par l'astronome britannique John Herschel en 1831.